# Une déclaration difficile

Une déclaration difficile (titre original : A Calamitous Elopement) est un film muet américain réalisé par D. W. Griffith, dont c'est la huitième réalisation, et sorti en 1908.

## Synopsis
Un voleur se cache dans la malle d'un couple de jeunes mariés et attend de pouvoir leur voler leurs biens de valeur.

## Fiche technique
- Titre : Une déclaration difficile
- Titre original : A Calamitous Elopement
- Réalisation et scénario : D. W. Griffith
- Photographie : G. W. Bitzer et Arthur Marvin
- Société de production et de distribution : American Mutoscope and Biograph Company[2]
- Pays de production :  États-Unis
- Format[3] : Noir et blanc - Muet - 1,33:1 ou 1,37:1[1] - 35 mm[1],[4]
- Longueur de pellicule : 738 pieds (225 mètres[4])
- Durée : 12 minutes (à 16 images par seconde)[3]
- Genre : Comédie
- Date de sortie : 
  - États-Unis : 7 août 1908

## Distribution
Les noms des personnages proviennent de l'Internet Movie Database
- Linda Arvidson : Jennie
- John R. Cumpson
- Anthony O'Sullivan
- D. W. Griffith : le policier
- Harry Solter : Frank
- Florence Lawrence
- George Gebhardt : Bill, un voleur
- Charles Inslee : le père de Jennie[1],[5]
- Robert Harron : le garçon d'hôtel[1],[5]

## Autour du film
- Les scènes du film ont été tournées les 9 et 11 juillet 1908 dans les studios de la Biograph à New York.
- Une copie du film est conservée à la Bibliothèque du Congrès[1].

### Source
- Jean-Loup Passek et Patrick Brion, D.W. Griffith : Le Cinéma, Paris, Cinéma/Pluriel - Centre Georges Pompidou, 1982, 216 p. (ISBN 2-86425-035-7)